# Art Attack
(Giovanni Muciaccia all'inizio di ogni puntata)
(Giovanni Muciaccia alla fine di ogni puntata)
Art Attack è stato un programma televisivo presentato, nella versione italiana, da Giovanni Muciaccia.
Conta due edizioni: la prima è stata trasmessa su Disney Channel dal 1998 al 2005, la seconda invece è stata trasmessa su Disney Junior dal 2011 al 2014, andando entrambe in onda anche su Rai 2 e Rai Yoyo.

## Descrizione
Durante lo show, destinato ai bambini ma apprezzato anche da altre fasce d'età, viene presentata la realizzazione di piccoli lavori artistici con vari materiali, come ad esempio, tra i più usati: scatole, nastro adesivo, pennarelli, carta, carta igienica, fogli di giornale, colla vinilica, forbici dalla punta arrotondata e molto altro. Viene inoltre insegnata una tecnica di rappresentazione pittorica.
Il conduttore spiega quindi come creare un oggetto o un disegno mentre scorrono le immagini delle sue mani al lavoro, anche se in realtà esse sono quelle del presentatore della versione originale britannica, Neil Buchanan. Soltanto a partire dalla nuova edizione, le mani sono effettivamente quelle del presentatore della specifica versione internazionale.
Alla fine di ogni lavoro, sempre il conduttore pronunciava la frase "Provateci anche voi!".

### Prima edizione (1998-2005)
Le puntate della prima edizione erano divise in quattro rubriche, i cui risultati venivano chiamati "attacchi d'arte".
- Un lavoretto iniziale;
- Un "Attacco d'arte alla grande" con Neil "il grande artista" (Neil Buchanan);
- Insegnamento di tecniche di disegno;
- Un lavoretto finale.

Tra un attacco d'arte e l'altro vi era il commento del Capo, un busto parlante esposto in un fittizio museo. Dopo gli attacchi d'arte alla grande di Neil, Muciaccia chiedeva ai telespettatori il punto in cui quest'ultimo aveva usato un particolare oggetto; se tale opera alla grande era stato realizzato con l'uso di polveri, semi o di un solo oggetto (come pittura, forchette, sabbia), il disegno di Neil era commentato dal Capo.

#### Gli "attacchi d'arte alla grande"
Un momento molto popolare e presente in ogni puntata del programma era rappresentato appunto dagli "attacchi d'arte alla grande" di Neil Buchanan (per l'occasione soprannominato "il grande artista"), filmati durante i quali, di volta in volta, l'artista disponeva su pavimenti variegati (palestre, giardini, edifici vari ecc.) oggetti di uso comune in modo da formare, viste dall'alto, delle immagini (ad esempio navi sul mare al tramonto, pinguini su un iceberg, ballerini e via dicendo). Oltre ad oggetti di uso comune, in alcuni "attacchi" Neil utilizzava invece polveri di diverso colore (come ad esempio sale, sabbia, semi di sesamo o papavero) sparse su un pavimento di colore scuro (o chiaro) uniforme, o in altri attacchi d'arte usava vernici per fare quadri su tele o muri scuri.

#### Il Capo
Al termine di ciascun attacco d'arte si mostrava il "Capo", un pupazzo comico che riproduceva una testa di marmo parlante in una galleria d'arte. Egli in genere riassumeva quanto detto dal conduttore. Il Capo si cimentava anche lui in tentativi di riprodurre le opere presentate, tentativi che finivano quasi sempre disastrosamente. In Italia è stato doppiato da Luigi Chiappini (stagione 1), Andrea Piovan (stagioni 2-5) e Teo Bellia (stagioni 6-7).

### Nuova edizione (2011-2014)
Con la metamorfosi di Playhouse Disney in Disney Junior, nasce una nuova edizione di Art Attack che introduce diverse novità. Tra un attacco d'arte e l'altro vanno in onda dei piccoli spunti chiamati "Scatti d'arte". Oltre al conduttore, i personaggi sono ora Vincent Van Cocco, una palma da cocco che sostituisce lo storico personaggio del Capo, sottolineando ai telespettatori l'importanza di occuparsi del pianeta attraverso il riciclaggio dei materiali. Neil inoltre viene sostituito con Alexiev Gandman, detto Alex.
Fra un attacco d'arte e l'altro vengono aggiunte delle sigle e anche nuovi motivetti di sottofondo.
Alla fine del programma vengono fatti vedere tutti i lavoretti svolti: nel format precedente veniva infatti mostrato solo il lavoro di Neil.
Viene cambiata la grafica, come anche lo studio, e le puntate durano 30 minuti.

#### Alexiev
Alexiev "Alex" Gandman, artista argentino che sostituisce Neil dalla tredicesima stagione, a seguito della sospensione del programma nel Regno Unito.
Il suo modus operandi è lo stesso di quello di Neil, e anche i suoi lavori vengono chiamati "Attacchi d'arte alla grande".

#### Vincent Van Cocco
Sostituisce il Capo, è prodotto in Italia e dice che l'isola su cui si trova è situata nei Caraibi. È più serio del Capo e fornisce delle pillole di storia dalla sua isola e, essendo un ecologista, insegna ai telespettatori gli aspetti naturalistici o scientifici degli attacchi d'arte. È doppiato da Alessandro Vanni.

## Puntate (Prima edizione)
La prima edizione è costituita da 185 puntate, suddivise in 7 stagioni da 26 episodi ciascuna e 3 episodi speciali.

### Stagione 1 (1998)
| Prima TV Italia | Attacchi d'arte |
| --------------- | --- |
| 23/09/2000-1    | Pupazzo fermalibro - Neil: Elefante - Disegnare le ombre - Lavori ragazzi - Neil: Vampiro - Disegni con il cartone                                                             |
| 30/09/2000-2    | Biglietti e buste colorate a fumetti - Neil: Veliero - Calligrafia con il bastoncino di un ghiacciolo - Lavori ragazzi - Disegno tridimensionale in gesso                      |
| 07/10/2000-3    | Disegno a cerchi pioventi - Neil: Cavallo da giostra - Disegno notturno - Lavori ragazzi - Neil: Calciatore - Disegno a fili                                                   |
| 14/10/2000-4    | Amici per le penne - Neil: Sirena sullo scoglio - Personaggi dei cartoni - Lavori ragazzi - Neil: Sagoma di un gangster - Cornici matte                                        |
| 21/10/2000-5    | Pesce mangiauomini - Neil: Band - Microchip - Lavori ragazzi - Disegni a strisce allargati - Neil a strisce allargato (in studio)                                              |
| 28/10/2000-6    | Disegno a cerchi - Neil: Motociclista - Disegnare con la polvere di gesso - Lavori ragazzi - Neil: Drago cinese - Biglietto con sorpresa                                       |
| 04/11/2000-7    | Piante di cartone - Neil: Aeroplano - Decorare con lo stencil - Lavori ragazzi - Neil: Piramidi e Sfinge - Disegni batik                                                       |
| 11/11/2000-8    | Castello con i rotoli - Neil: Cavallo a dondolo - Disegnare con le copertine adesive - Lavori ragazzi - Immagini estese - Neil colori estesi (in studio)                       |
| 18/11/2000-9    | Maschera medievale da guerriero - Neil: Stregone - Disegnare riflessi con scarabocchi - Lavori ragazzi - Neil: Pappagallo in gabbia - Effetti con carta d’alluminio            |
| 25/11/2000-10   | Disegno rotante - Neil: Gatto su vetrina di un negozio - Disegnare gli occhi da cartone animato - Lavori ragazzi - Disegni a incastro                                          |
| 02/12/2000-11   | Segnalibro parlante - Neil: Ragazzo con carrello della spesa - Disegnare oggetti tondi - Lavori ragazzi - Neil: Surfista su sfondo blu - Disegnare sulla cera                  |
| 09/12/2000-12   | Graffito personale - Neil: Ragazzo su skateboard - Cornici di carta arrotolata - Lavori ragazzi - Neil: Tower Bridge su sfondo blu (in studio) - Disegni al carboncino         |
| 30/12/2000-13   | Cornice di pasta - Neil: Nave e duna con palme - Disegnare nuvole ad effetti speciali - Lavori ragazzi - Lettere luminose                                                      |
| 06/01/2001-14   | Stampelle dell’orrore - Neil: Bulldozer - Cornici decorate - Lavori ragazzi - Sagome colorate - Neil: Ballerino sagomato su strisce colorate (in studio)                       |
| 13/01/2001-15   | Disegni colorati - Neil: Rana - Manichini di cartone - Lavori ragazzi - Fiori di carta                                                                                         |
| 20/01/2001-16   | Ganci a serpente - Neil: Giocatori di hockey su ghiaccio - Disegni 3D aggiungendo linee - Lavori ragazzi - Disegni a scacchi                                                   |
| 27/01/2001-17   | Camere con vista - Neil: Clown che esce dalla scatola - Disegnare il naso con ponti, cerchi e semicerchi - Lavori ragazzi - Neil: Dinosauro - Forbici all’attacco              |
| 03/02/2001-18   | Scatola anti-ficcanaso - Neil: Barca a vela su sfondo blu - Pacchi regalo - Lavori ragazzi - Disegni in negativo                                                               |
| 10/02/2001-19   | Arte egizia su papiro - Neil: Pesce fuori dall’acqua - Cornici di monetine - Lavori ragazzi - Neil: Automobile sportiva su fianco di un camion - Panorama visto da astronave   |
| 17/02/2001-20   | Pantaloni porta-oggetti - Neil: Sciatori sulla neve - Dare profondità ai disegni - Lavori ragazzi - Neil: Locomotiva a vapore su sfondo nero - Disegni riflessi nell’acqua     |
| 24/02/2001-21   | Armadietto delle scatole - Neil: Cane di profilo - Disegni su cartone a tre tonalità - Lavori ragazzi - Disegnare più volte la stessa cosa                                     |
| 03/03/2001-22   | Amici scatenatissimi - Neil: Calciatore con porta sullo sfondo - Disegnare oggetti di vetro - Lavori ragazzi - Neil: Chiocciola - Disegnare con squadre, righelli e goniometri |
| 10/03/2001-23   | Valigetta di Art Attack - Neil: Cavallo che salta ostacolo - Disegnare triangoli per indicare direzione - Lavori ragazzi - Scudo personalizzato - Neil: Scudo (in studio)      |
| 17/03/2001-24   | Disegno imbottito - Neil: Astronauta e veicolo spaziale - Decorare angoli delle cornici con riccioli - Lavori ragazzi - Neil: Contadino che spala fieno - Disegni di carta 3D  |
| 24/03/2001-25   | Banca personale a forma di dinosauro - Neil: Cavaliere medievale a cavallo - Molle di carta - Lavori ragazzi - Disegnare neve con il carboncino nero                           |
| 31/03/2001-26   | Portafoto romantico - Neil: Clown giocoliere - Invecchiare persone e oggetti - Lavori ragazzi - Disegnare con i puntini - Neil: Pesce bianco a puntini (in studio)             |

### Speciali (1999)
| Prima TV Italia | Attacchi d'arte |
| --------------- | --- |
| 22/12/2001      | Babbo Natale tutto speciale - Neil: Pupazzo di neve che pattina sul ghiaccio - Bigliettini d’auguri - Addobbi di Natale |
| 07/02/2002      | Spettacolo di fuochi d’artificio - Neil: Zucca e candela - Scatole a sorpresa - Maschere a metà                         |
| 23/05/2002      | Pannello I Love You - Neil: Cani Dalmata con cuore - Disegnare su carta stagnola - Fiori sempreverdi                    |

### Stagione 2 (1999)
| Prima TV Italia | Attacchi d'arte |
| --------------- | --- |
| 01/01/2002      | Mostro mangiarifiuti - Neil: Mongolfiere - Disegnare spiragli di luce - Lavori ragazzi - Disegnare con i polpastrelli                        |
| 02/01/2002      | Pipistrello svolazzante - Neil: Cane Dalmata con cucciolo - Lavori ragazzi - Pettinature intercambiabili - Disegni in rilievo                |
| 03/01/2002      | Cornice con stecchetti da giardinaggio - Neil: Sub con pesce - Disegnare l'acqua - Lavori ragazzi - Antica urna greca                        |
| 04/01/2002      | Isola caraibica - Neil: Strega sulla scopa - Disegnare i piedi - Lavori ragazzi - Maschera multicolore                                       |
| 10/01/2002      | Cornici di spugna - Neil: Paracadutista - Animare disegni con colori diversi - Lavori ragazzi - Sagome sospese                               |
| 11/01/2002      | Fossile preistorico - Neil: Mulino a vento - Mescolare i colori - Lavori ragazzi - Quadri continui                                           |
| 15/01/2002      | Animali portapennelli - Neil: Bambina in bicicletta - Disegnare la profondità - Lavori ragazzi - Disegni con carta velina                    |
| 16/01/2002      | Orologio calendario - Neil: Pulcini fuori dalle uova - Ritagli di carta - Lavori ragazzi - Disegnare un tramonto                             |
| 17/01/2002      | Cornici di pellicola - Neil: Sollevatore di pesi - Disegnare con i colori sbagliati - Lavori ragazzi - Albero multicolore                    |
| 18/01/2002      | Trofeo con il pollice all’insù - Neil: Arciere - Disegnare un cinema - Lavori ragazzi - Disegno alternato                                    |
| 22/01/2002      | Righellone calendario - Neil: Cigni - Scritte gocciolanti - Lavori ragazzi - Immagini a metà                                                 |
| 23/01/2002      | Casetta portafoto - Neil: Ladro e lampione - Biglietti a sorpresa - Lavori ragazzi - Ritratto invecchiato                                    |
| 24/01/2002      | Insetti di carta riciclata - Neil: Hamburger, patatine, bibita e gelato - Disegnare animali con le uova - Lavori ragazzi - Cornice integrata |
| 25/01/2002      | Fregio ornamentale in pietra - Neil: Pattinatori su sfondo bianco - Trasformare qualcuno in alieno - Lavori ragazzi - Quadro ad olio         |
| 29/01/2002      | Diario con effetti 3D - Neil: Orsacchiotto di peluche - Disegnare bocca e labbra - Lavori ragazzi - Disegnare su carta stagnola              |
| 31/01/2002      | Cornice primordiale - Neil: Pompieri con idrante - Quadro con materiali misti - Lavori ragazzi - Ragnatele di colla                          |
| 01/02/2002      | Coccodrillo domestico - Neil: Spaventapasseri - Fumetto in movimento - Lavori ragazzi - Disegni caldo e freddo                               |
| 05/02/2002      | Scarpa dipinta - Neil: Ragazza su banco di scuola - Disegnare chiome degli alberi - Lavori ragazzi - Disegni con colori alterni              |
| 06/02/2002      | Rana portamatite - Neil: Frankenstein - Disegnare meteo - Lavori ragazzi - Disegni con ritagli di carta                                      |
| 08/02/2002      | Modelli indossatori - Neil: Gnomo con canna da pesca - Disegnare casa stregata - Lavori ragazzi - Disegni con la sabbia                      |
| 11/02/2002      | Personaggi funamboli - Neil: Cavallo che traina carro - Disegnare con la prospettiva - Lavori ragazzi - Disegnare con effetto vetrata        |
| 12/02/2002      | Aereo personale - Neil: Folletto su fungo - Disegnare pieghe e grinze - Lavori ragazzi - Dipinto a strati                                    |
| 13/02/2002      | Lampione portatutto - Neil: Ballerina in tutù - Colorare in modo strambo - Lavori ragazzi - Far muovere le orecchie                          |
| 28/03/2002      | Batacchio arrabbiato - Neil: Uomo con aquilone - Disegnare movimento e direzione - Lavori ragazzi - Foglie di carta                          |
| 28/03/2002      | Matita d'attacco - Neil: Giocatore di rugby (mezzobusto) - Disegnare con acquerelli - Lavori ragazzi - Decorazioni con colla e porporina     |
| 02/04/2002      | Città dei video - Neil: Genio della lampada - Cornici di carta strappata - Lavori ragazzi - Disegnare strofinando il colore                  |

### Stagione 3 (2000)
| Prima TV Italia | Attacchi d'arte |
| --------------- | --- |
| 05/01/2002      | Rana dalla bocca larga - Neil: Corsaro con spada e tesoro - Trasformare scenari da giorno a notte - Cornici metalliche                |
| 12/01/2002      | Mani maniglie - Neil: Sposi - Disegnare con inchiostro ed acqua - Disegno umanimale                                                   |
| 19/01/2002      | Astuccio tubetto di colore - Neil: Cowboy a duello al tramonto - Disegni di carta stagnola - Pitture rupestri                         |
| 26/01/2002      | Casa segreta sull’albero - Neil: Orso polare con cucciolo - Disegni con carta trasparente - Disegni con linea infinita                |
| 02/02/2002      | Insetti-palloncino - Neil: Portiere che si lancia in una parata - Disegnare le ombre - Alberi soffiati                                |
| 16/02/2002      | Portadisegni televisivo - Neil: Cervo con sole sullo sfondo - Disegnare la folla - Trasformare qualcuno in una strega                 |
| 23/02/2002      | Gremlin - Neil: Saltatrice di ostacoli - Caratteri in rilievo - Motivi suggestivi                                                     |
| 02/03/2002      | Tris 3D - Neil: Bambini inseguiti da fantasma - Disegnare i capelli - Disegnare con coltello, forchetta e cucchiaio                   |
| 09/03/2002      | Cavalletto - Neil: Nuotatore - Disegnare i riflessi - Cornici stencil                                                                 |
| 16/03/2002      | Folle fumetto comico - Neil: Cavalli da corsa su sfondo verde - Disegnare il volto - Disco giorno e notte                             |
| 23/03/2002      | Scatole a tema - Neil: Ballerini di flamenco - Disegnare effetti luminosi - Tessera socio                                             |
| 01/04/2002      | Tagli e ferite - Neil: Giocatori di basket - Disegnare la pioggia - Biglietto d'auguri imbottito                                      |
| 07/04/2002      | Città portaoggetti - Neil: Pinguini con cucciolo - Dare movimento ai disegni - Certificato ufficiale                                  |
| 13/04/2002      | Guardie di sicurezza - Neil: Cowboy a cavallo che insegue diligenza - Disegnare acqua in movimento - Disegnare in modo realistico     |
| 20/04/2002      | Maschere di creta e cartapesta - Neil: Windsurfista - Disegnare le mani - Immagini viste attraverso gli archi                         |
| 29/04/2002      | Cornici in rilievo - Neil: Bambino con yo-yo - Diventare un supereroe - Disegnare padroni degli animali                               |
| 06/05/2002      | Nuvoletta dei desideri - Neil: Rockstar su sfondo nero - Disegni inanellati - Bandiera personale                                      |
| 13/05/2002      | Costume in scatola - Neil: Giocatrice di bowling - Disegno con riflessi di luce - Cornici di carta crespa                             |
| 20/05/2002      | Tabellone da muro - Neil: Serpente marino - Disegno con forme ovali - Occhio gigante da muro                                          |
| 27/05/2002      | Mummia portamatite - Neil: Bambini sull'altalena - Disegno di uno scheletro - Decorare cornici con porporina                          |
| 29/05/2002      | Scrivania portatile - Neil: Granchio sulla spiaggia - Sguardi in direzioni diverse - Disegni con luce e ombra                         |
| 30/05/2002      | Teste d'uovo - Neil: Parigi di notte - Disegnare la nebbia e la foschia - Omini da appendere                                          |
| 03/06/2002      | Scatoletta con il segreto - Neil: Tiratori di scherma - Disegnare la profondità - Disegnare con le spugne                             |
| 04/06/2002      | Macchia spiaccicata - Neil: Trattore che ara campi - Disegnare sovrapponendo pitture diverse - Totem in miniatura                     |
| 08/06/2002      | Scritta da muro - Neil: Ragazzi sulle montagne russe - Fantasma con tempera - Biglietto nel biglietto                                 |
| 20/06/2002      | Iscrizioni su pietra - Neil: Tigre in gabbia che spaventa ragazzi - Disegni all'alba e al crepuscolo - Disegni con oggetti in rilievo |

### Stagione 4 (2001)
| Prima TV Italia | Attacchi d'arte |
| --------------- | --- |
| 26/01/2003      | Insegna medievale - Neil: Gondoliere a Venezia - Disegnare il manto degli animali - Paesaggi riflessi nell'acqua               |
| 02/02/2003      | Ragni su e giù - Neil: Camaleonte - Disegnare un castello delle fiabe - Fiore tridimensionale                                  |
| 08/02/2003      | Percorso di mini golf - Neil: Sbandieratore di Formula 1 - Disegno subacqueo - Motivi ripetuti                                 |
| 09/02/2003      | Spaventapasseri - Neil: Bambini che pattinano sul ghiaccio e abete - Disegnare utilizzando la lettera C - Volti su creta       |
| 15/02/2003      | Sculture a zig zag - Neil: Uomo-orchestra con cane - Quadro marino - Scritte con le lettere doppie                             |
| 16/02/2003      | Sistema solare personale - Neil: Incantatore di serpenti - Disegnare le nuvole - Insegna luminosa                              |
| 22/02/2003      | Band di sassi - Neil: Uomo pizzicato da granchio - Disegnare con la gomma da cancellare - Biglietto d'auguri tira e molla      |
| 23/02/2003      | Cane postino - Neil: Tarzan - Dipingere con i pennarelli - Cornici pazze                                                       |
| 01/03/2003      | Mensole a soggetto - Neil: Suonatore di cornamusa - Albero stregato - Disegnare facce dei personaggi dei fumetti               |
| 03/03/2003      | Mostro spiaccico - Neil: Cavalluccio marino - Disegnare un dinosauro - Lineamenti fuori dal viso                               |
| 04/03/2003      | Metropoli riciclata - Neil: Bambini con asinello - Marchio personale - Decorare con foto ritagliate                            |
| 05/03/2003      | Sole e luna preziosi - Neil: Famiglia Flintstones - Bigliettini d’auguri a spirale - Trasformare rami in animali               |
| 10/03/2003      | Copricapo mascherati - Neil: Bambini che giocano ai videogiochi - Disegnare un tornado - Poster in stile graffiti              |
| 11/03/2003      | Personalizzare carta da lettere - Neil: Giocatrici di hockey - Biglietti d’auguri - Dipingere sulle magliette                  |
| 16/03/2003      | Raccoglitore di fumetti - Neil: Gallo all’alba - Scritte scombinate - Mostro di Loch Ness                                      |
| 17/03/2003      | Cornici a fumetti - Neil: Metropoli di notte - Copiare i disegni - Mappa del tesoro                                            |
| 24/03/2003      | Teste ristrette - Neil: Pegaso - Motivi geometrici - Spirali da appendere                                                      |
| 25/03/2003      | Frigornice - Neil: Indiano a cavallo - Disegni a scarabocchio - Disegni 2 in 1                                                 |
| 30/03/2003      | Razzo a sorpresa - Neil: Giocatori di baseball (Battitore verso destra) - Quadretto innevato - Gioielli personali              |
| 31/03/2003      | Disegni stropicciati 3D - Neil: Giocatori di ping pong - Disegno “digitale” - Decorare con tempere e acquarelli                |
| 01/04/2003      | Spille 3D - Neil: Esploratore inseguito da mummia - Disegnare con la stilografica - Quadri d’arte moderna con disegni ripetuti |
| 07/04/2003      | Raccoglitore segreto - Neil: Tricheco con cucciolo - Disegnare con i pennarelli indelebili - Cornice a fumetti                 |
| 08/04/2003      | Giacche portadisegni - Neil: Bambini su treno fantasma - Disegnare con materiali differenti - Lombrico segnalibro              |
| 21/04/2003      | Mostri da muro - Neil: Ragazzi sullo scivolo - Disegnare parti del viso - Poster                                               |
| 22/04/2003      | Qualunque cosa siano - Neil: Guerriero vichingo con nave - Caratteri tipografici - Carta e fiocchi da regalo                   |
| 18/05/2003      | Cornici per PC e TV - Neil: Porcospini - Volti maschili e femminili - Quadri impressionisti con i puntini                      |

### Stagione 5 (2003)
| Prima TV Italia | Attacchi d'arte |
| --------------- | --- |
| 15/06/2004      | Gelato spiaccicato - Neil: Trapezisti - Disegnare persone con gli occhiali - Disegni ghiacciati                      |
| 16/06/2004      | Gesso finto - Neil: Città di notte sul molo - Disegnare ombre e mezzitoni - Biglietti da me per te                   |
| 17/06/2004      | Sedie trono - Neil: Panorama alpino innevato - Disegni monocromatici - Contorno dei disegni                          |
| 18/06/2004      | Portalettere portamonete - Neil: Eschimese e igloo - Quadro sognante di Venezia - Decorare con i manti degli animali |
| 22/06/2004      | Città di Atlantide - Neil: Campeggiatori intorno al fuoco - Disegnare con altri colori - Stampe con le bolle         |
| 24/06/2004      | Scene comiche - Neil: Peschereccio - Disegnare alberi con il pane - Disegnare piccole persone                        |
| 20/09/2004      | Finestre finte - Neil: Tigre su sfondo nero - Trasformare oggetti in cartoni animati - Cammei                        |
| 22/09/2004      | Luce notturna - Neil: Leone - Disegnare i denti - Disegni con le onde magnetiche                                     |
| 24/09/2004      | Cose fatte con i piedi - Neil: Casa del programma No. 73 - Disegnare un cane - Disegnare merletti                    |
| 29/09/2004      | Impronta fossile - Neil: Autoscontro - Disegnare lampi - Bigliettini scattanti                                       |
| 01/10/2004      | Cornici ad angolo - Neil: Giocatori di beach volley - Immagini sottosopra - Pacchetto portapenne                     |
| 04/10/2004      | Mani mostruose - Neil: Canarino e scoiattolo - Stampare con la plastilina - Trafiggi-testa                           |
| 06/10/2004      | Brillanti quadri musicali - Neil: Biga - Pittura a spruzzo - Dipingere sul cartone                                   |
| 08/10/2004      | Orologio a pendolo - Neil: Piramidi e cammello - Ombre e acquerelli - Disegnare galassie con il gessetto             |
| 11/10/2004      | Pizza porta-biglietti - Neil: Sub inseguiti da squalo - Trasformare qualcuno in zombie - Biglietti senza parole      |
| 12/10/2004      | Disegni magici - Neil: Ciclisti - Disegnare il collo - Biglietti per San Valentino                                   |
| 13/10/2004      | Disegni a vetrata - Neil: Locomotiva a vapore in stazione - Disegni terra-cielo - Animaletti portatili               |
| 14/10/2004      | Libro dei segreti - Neil: Granchio su sfondo nero - Disegnare persone anziane - Disegnare quadri spettrali           |
| 15/10/2004      | Cane da guardia - Neil: Incontro di wrestling - Disegni multicolore - Sculture di sapone                             |
| 18/10/2004      | Fantasmino personale - Neil: Colibrì - Disegnare i lineamenti - Cornici effetto antico                               |
| 19/10/2004      | Città spaziale - Neil: Giocatore di golf - Disegnare la campagna - Carta velina e matite                             |
| 20/10/2004      | Personaggi dondolanti - Neil: Volpe e bidoni della spazzatura - Cambiare i tratti somatici - Motivi batik            |
| 21/10/2004      | Figurine d'alluminio - Neil: Carrozza di Cenerentola - Disegnare i gatti - Pterodattilo di cartone                   |
| 22/10/2004      | Computer portatile - Neil: Pterodattili - Pastelli su cartoncino - Mostro surgelato                                  |
| 25/10/2004      | Mappe - Neil: Tuffatori in piscina - Quadri con i pastelli - Disegnare con tecniche diverse                          |
| 27/10/2004      | Bevande finte - Neil: Bambini inseguiti da scheletro - Scritte in rilievo - Capolavori riciclati                     |

### Stagione 6 (2004)
| Prima TV Italia | Attacchi d'arte |
| --------------- | --- |
| 31/08/2005      | Maschera egizia - Neil: Luna park di notte - Inventare uno stile - Labirinto per le biglie                          |
| 01/09/2005      | Giardino perfetto - Neil: Mammuth - Disegnare luci e ombre - Quadri astratti                                        |
| 02/09/2005      | Iniziale in 3D - Neil: Giraffe - Disegnare i pesci - Biglietti con apertura a strappo                               |
| 07/09/2005      | Mostrilli - Neil: Bambini in monopattino - Disegni notturni - Motivi ondulati 3D                                    |
| 08/09/2005      | Maschere piatte - Neil: Mostro che spaventa bambini - Calligrafia medievale - Disegni 3D in scatola                 |
| 09/09/2005      | Scopa magica - Neil: Gatti di notte - Realizzare incisioni - Stampe con plastilina                                  |
| 12/09/2005      | Caval donato porta-biglietti - Neil: Ballerine di can-can - Disegnare angolazioni - Festoni colorati                |
| 13/09/2005      | Sculture imbottite - Neil: Drago - Disegnare acqua sporca - Quadri d'arte moderna                                   |
| 14/09/2005      | Cornici killer - Neil: Bambini che pattinano sul ghiaccio e uno caduto - Disegnare il movimento - Dipinti graffiati |
| 15/09/2005      | Regno della fantasia - Neil: Marionette - Dipingere con le matite - Occhi pazzi                                     |
| 26/09/2005      | Piovra - Neil: Calciatori in scivolata - Disegnare con lo specchio - Disegni magnetici                              |
| 27/09/2005      | Robot da corsa - Neil: Giocatori di tennis - Scritte panciute - Quadri notturni suggestivi                          |
| 28/09/2005      | Hamburger - Neil: Coppia in barca - Disegni con bastoncino - Disegni scambia-manti                                  |
| 30/09/2005      | Cartelli gocciolanti - Neil: Scalatore - Cornici di nastrini - Disegni a strati 3D                                  |
| 01/10/2005      | Parrucca colorata - Neil: Martin pescatore - Disegnare dettagli degli abiti - Capolavori del passato                |
| 03/10/2005      | Biglietti scherzetti - Neil: Autolavaggio - Disegnare con gli avanzi - Disegno con contorni d’argento               |
| 04/10/2005      | Piedoni - Neil: Scimpanzé appeso ad un ramo - Disegnare un castello - Disegni di cerchi sovrapposti                 |
| 05/10/2005      | Sportello con tranello - Neil: Bambini su slittino - Disegnare dinosauri - Disegnare fantasmi                       |
| 06/10/2005      | Dissetapente - Neil: Bambino su scivolo del faro - Disegni a razzo - Cornici profumate                              |
| 07/10/2005      | Autostrada delle biglie impazzite - Neil: DJ alla console - Caricature 50 e 50 - Cornice da superstar               |
| 08/10/2005      | Art Attack sauro - Neil: Fenicotteri - Disegnare le nuvole - Oblò con vista                                         |
| 06/11/2005      | Cartella incantata - Neil: Moschettieri a duello - Esagerare le parti del corpo - Coccarda                          |
| 11/03/2007      | Drago personale - Neil: Torta di compleanno - Disegnare in prospettiva - Disegni traballanti                        |
| 18/03/2007      | Personaggi voltafaccia - Neil: Ippopotamo in acqua - Disegni inquietanti - Fiori                                    |
| 25/03/2007      | Cena delle beffe - Neil: Ginnasta sull’asta - Disegnare con il bianco - Specchio segreto                            |
| 16/02/2010      | Dare un volto alle porte - Neil: Cavalli in acqua - Disegnare forme semplici - Biglietti sospesi                    |

### Stagione 7 (2005)
| Prima TV Italia | Attacchi d'arte |
| --------------- | --- |
| 28/11/2005      | Occhi vigili - Neil: Bambini e cavallo nel recinto - Figure incorniciate da sole e luna - Disegnare facce ricce                           |
| 30/11/2005      | Serpenti a sonagli che suonano - Neil: Bambini che giocano sulla spiaggia - Casa dei sogni - Stampe metallizzate                          |
| 01/12/2005      | Insetti all’attacco d’arte - Neil: Serpente a sonagli - Disegnare auto dei sogni - Magliette stampate                                     |
| 02/12/2005      | Casa stregata - Neil: Cowgirl con lazo - Squalo killer - Capelli soffiati                                                                 |
| 05/12/2005      | Coccodrillo da salotto - Neil: Ballerini di break dance - Mezzo disegno al chiaro di luna - Fette dipinte                                 |
| 07/12/2005      | Cuccioli sottomarini - Neil: Danzatrice del ventre - Disegnare montagne nella nebbia - Nomi in cornice                                    |
| 08/12/2005      | Manone - Neil: Canguro - Dipingere con i pennarelli - Circondare scatole con disegni                                                      |
| 09/12/2005      | Foto spaventapasseri - Neil: Giocatori di baseball (Di fronte) - Fiori premi e tira - Piccole mongolfiere casalinghe                      |
| 12/12/2005      | Gremlin da giardino - Neil: Battello sul fiume - Schizzo leggero - Paesaggi ad acquerello                                                 |
| 14/12/2005      | Lancia-palline orripilanti - Neil: Dentista - Disegnare sagome su sfondo a strisce colorate - Amici di penna personali                    |
| 15/12/2005      | Granchio acchiappatutto - Neil: Tre ballerine in tutù - Disegnare con la prospettiva - Animaletti eruditi                                 |
| 16/12/2005      | Banche pennute e imbottigliate - Neil: Ragazzo su snowboard - Scuola di ritratti - Cornici pazze                                          |
| 19/12/2005      | Cinema in scatola - Neil: Bambino che lancia palla ai delfini - Disegnare personaggi dei fumetti più umani - Città di case a incastro     |
| 21/12/2005      | Gargoyle - Neil: Piovra gigante - Disegnare un cavallo - Bigliettini regalo con sorpresa                                                  |
| 22/12/2005      | Calcio alla mano - Neil: Aereo che decolla al tramonto - Disegni ammonticchiati 3D - Disegni con polvere fatata                           |
| 23/12/2005      | Disegni ai raggi X - Neil: Bambini e baule dei travestimenti - Disegni con stile personale - Mosaici con gusci d’uovo                     |
| 27/12/2005      | Scatola magica - Neil: Biplano che decolla - Disegnare insegne al neon - Creare dei biglietti                                             |
| 28/12/2005      | Cornici a dondolo - Neil: Pianeta nello spazio profondo - Disegnare un drago - Disegnare figure intorno al fuoco                          |
| 29/12/2005      | Animali appendiabiti - Neil: Musicisti con violino e violoncello - Aggiungere ombre ai disegni - Mappe delle vacanze                      |
| 30/12/2005      | Lampada albero - Neil: Zingara e roulotte - Biglietti con pallini - Insetti palle di pelo                                                 |
| 02/01/2006      | Messaggi dall’oltretomba - Neil: Camion senza rimorchio - Disegnare graffiando via il colore - Cornici con stampi di gesso                |
| 03/01/2006      | Uovo di dinosauro - Neil: Giardiniere con tagliaerba - Dipinti cinesi - Occhi rotanti                                                     |
| 04/01/2006      | Personaggi che attraversano i muri - Neil: Battello a vapore con bandierine - Quadretti ornitologici - Piscina in miniatura               |
| 05/01/2006      | Calderone pattumiera - Neil: Struzzo con cucciolo - Disegnare persone di profilo - Scherzi illustrati                                     |
| 06/01/2006      | Collezione di moda - Neil: Lupo che ulula (ombre cinesi) - Disegni pinto-mati - Opera d’arte surreale                                     |
| 09/01/2006      | Animali che dicono sempre sì - Neil: Palombaro e ostrica con perla - Aggiungere luci e ombre per disegni più realistici - Puzzle astratti |

## Puntate (Nuova edizione)
La nuova edizione è costituita da 52 puntate, suddivise in 2 stagioni da 26 episodi ciascuna.

### Stagione 1 (2011)
| Prima TV Italia | Attacchi d'arte |
| --------------- | --- |
| 25/12/2011      | Case natalizie - Alex: Pupazzo di neve e abeti - Vetrate natalizie - Stelle di Natale                                                              |
| 08/01/2012      | Musi d’animale - Alex: Jake, Skully e nave dei pirati - Disegni fatti con i puntini - Marchingegni per organizzare i pasti degli animali domestici |
| 15/01/2012      | Pizze componibili - Alex: Tucano - Pitture rupestri - Guardie del corpo per le piante                                                              |
| 22/01/2012      | Pentolacce per le feste - Alex: Farfalla monarca - Disegni con colori caldi e freddi - Pupazzetti lottatori da dita                                |
| 29/01/2012      | Scrigni della memoria - Alex: Principessa e ranocchio - Avvicinare o allontanare gli oggetti - Automobili con tubi di cartone                      |
| 05/02/2012      | Animali divora-braccia - Alex: Sommergibile - Invecchiare i ritratti - Stampelle personalizzate                                                    |
| 12/02/2012      | Pettorina personale - Alex: Vogatori in canoa - Disegni con contorni invisibili - Animali porta-foto a zig zag                                     |
| 19/02/2012      | Birilli divertenti - Alex: Mucca munta da fattore - Disegni con aggiunta di sale - Tabelle della crescita                                          |
| 26/02/2012      | Scarpe da clown - Alex: Giocatori di rugby - Collage surreale - Borse con musi di animali                                                          |
| 04/03/2012      | Camion baule - Alex: Taj Mahal - Disegnare con luci e ombre - Scene in movimento                                                                   |
| 11/03/2012      | Frammenti di animali e persone in acqua - Alex: Robot - Disegni a puntino - Personaggi con scatole di fiammiferi                                   |
| 18/03/2012      | Mostri mangia-cartacce - Alex: Agente Speciale Oso - Disegni in stile africano - Indicatori di stato d’animo                                       |
| 25/03/2012      | Gioco della memoria - Alex: Ballerini di tango - Impronte personali - Cassette per gli attrezzi artistici                                          |
| 01/04/2012      | Creature mostruose appese - Alex: Casa stregata - Dipingere con le dita - Trasformarsi in mostri senza testa                                       |
| 08/04/2012      | Hula hoop multicolore - Alex: Calciatore in rovesciata - Collage mosaico - Flotta di ufo                                                           |
| 15/04/2012      | Elmetti dei supereroi dell’arte - Alex: Condor delle Ande - Disegni a tutta velocità - Bicchieri in maschera                                       |
| 22/04/2012      | Robot sforna-popcorn - Alex: Ragazzo che fa kitesurf - Disegnare animali con figure geometriche - Veicoli con scatola delle uova                   |
| 29/04/2012      | Costumi da extraterrestre - Alex: Ballerino di break dance - Trasformare foto con tatuaggi maori - Occhi gonfi                                     |
| 06/05/2012      | Barchette ecologiche - Alex: Operaio che esce da un tombino - Disegnare con linee ondulate - Rompicapo personale                                   |
| 13/05/2012      | Salvadanai alebrije - Alex: Pilota di motocross - Disegni di un unico colore - Tiro al bersaglio personale                                         |
| 20/05/2012      | Teatro dei burattini - Alex: Dog sitter - Illuminare i disegni con i gessetti e le dita - Salvadanai d’emergenza                                   |
| 27/05/2012      | Chitarre - Alex: Carpe nello stagno - Disegnare con le linee - Figure da incollare su acquari e finestre                                           |
| 03/06/2012      | Cappelli a tema - Alex: Pipistrelli - Disegnare animali con le spirali - Animali svolazzanti                                                       |
| 10/06/2012      | Bambole mutanti - Alex: Orca con cucciolo - Disegnare con i canovacci - Impronte di animali e persone                                              |
| 26/08/2012      | Animali marionette - Alex: Gufo - Disegnare senza linee rette - Disegnare soffiando                                                                |
| 01/09/2012      | Acquario mobile - Alex: Manny Tuttofare - Ritagliare figure per stencil - Animali 3D                                                               |

### Stagione 2 (2012)
| Prima TV Italia | Attacchi d'arte |
| --------------- | --- |
| 07/10/2012      | Insetti giganti - Alex: Cavaliere senza testa - Trasformare disegni in luoghi paurosi - Mostri sonori                              |
| 14/10/2012      | Cesti da basket personali - Alex: Giocatore di cricket - Disegni sportivi dinamici - Personaggi sportivi                           |
| 21/10/2012      | Ciotole porta-snack - Alex: Festa di compleanno per bambini - Cartelli di benvenuto - Ghirlande                                    |
| 28/10/2012      | Teatro delle ombre - Alex: Principe e Raperonzolo - Disegni splendenti - Album fotografici                                         |
| 04/11/2012      | Giramondo natalizio - Alex: Babbo Natale sul tetto di una casa - Disegni innevati - Facce intercambiabili                          |
| 11/11/2012      | Razzi spaziali - Alex: Pavone - Disegni medievali su tela di iuta - Personaggi che saltano fuori dai disegni                       |
| 18/11/2012      | Uccelli-marionette - Alex: Tartarughe marine - Trasformare disegni a pennarello in acquerelli - Gioco del tris personale           |
| 25/11/2012      | Tavolozze porta-tutto - Alex: Ragazzi inseguiti da triceratopo - Personaggi mostruosi in rilievo - Scatole per foglietti adesivi   |
| 02/12/2012      | Giochi archeologici - Alex: Unicorno, fate e arcobaleno - Disegnare cani in modo realistico - Abbigliamento intercambiabile        |
| 09/12/2012      | Aeroplani-canaglia - Alex: Mostro di Loch Ness e pescatore - Disegnare con la carta vetrata - Sagome dei personaggi dei libri      |
| 16/12/2012      | Caleidoscopi - Alex: Cantante lirica in teatro - Trasformare fotografie in storie a fumetti - Racchette con pallina-cibo preferito |
| 30/12/2012      | Caschi personali - Alex: Personaggi de “La Bella e la Bestia” - Disegnare con il cappuccio della penna - Generatori di personaggi  |
| 06/01/2013      | Guardiani lottatori - Alex: Ballerini di capoeira sulla spiaggia - Colorare i disegni con la plastilina - Semafori “Art Attack”    |
| 13/01/2013      | Cibi spiaccicati - Alex: Grande muraglia cinese - Arricchire i disegni con materiali in disuso - Tunnel istantanei                 |
| 20/01/2013      | Personaggi elastici - Alex: Uomo delle caverne - Disegni acquatici - Disegni angolari                                              |
| 27/01/2013      | Flipper - Alex: Bambini che giocano con aquiloni - Disegnare storie poliziesche - Personaggi per le piante                         |
| 03/02/2013      | Attrezzi personali - Alex: Scienziato in aula - Disegnare oggetti di metallo - Scatole per i fazzoletti                            |
| 10/02/2013      | Bastoni della pioggia - Alex: Cuoco che insegue topo - Trasformare scatole in timbri - Insegne per le porte                        |
| 17/02/2013      | Pietre-contenitore - Alex: Astronauta nello spazio - Disegni a sbalzo - Realizzare oggetti con vecchi pennelli                     |
| 24/02/2013      | Personaggi portamatite - Alex: Buzz Lightyear - Realizzare acconciature con i trucioli delle matite - Trasformare tappi in scatole |
| 03/03/2013      | Pugni dei supereroi - Alex: Buffone di corte - Disegnare sulla stoffa con effetto invisibile - Collane magiche                     |
| 10/03/2013      | Personaggi reggilibri - Alex: Musicisti messicani - Disegnare paesaggi tempestosi - Scene in 3D                                    |
| 17/03/2013      | Giochi con gli anelli - Alex: Wakeboard sul fiume - Disegnare oggetti di vetro - Buste con personaggi che saltano la corda         |
| 24/03/2013      | Cinema tascabile - Alex: Castello illuminato da fuochi d’artificio - Quadri in rilievo con colla e stoffa - Alberi genealogici     |
| 07/04/2013      | Cappelli personali - Alex: Camaleonte su un ramo - Disegnare paesaggi spaziali - Matite aliene                                     |
| 14/04/2013      | Giochi ecologici - Alex: Panda con cucciolo - Disegnare legno in modo realistico - Eco-cartelli                                    |

## Riconoscimenti
L'edizione italiana del programma è stata premiata con due Telegatti come miglior programma tv per ragazzi.

## La rivista
Il successo del programma televisivo ha dato origine ad una sua conversione in rivista, nella quale venivano illustrati alcuni "attacchi d'arte" del programma, e altri inediti. In Italia la rivista iniziò la sua pubblicazione nel 2002 e veniva stampata in cadenza mensile ogni giorno 25.

## Storia
Art Attack nasce come una produzione della Television South (TVS), ideata da due dipendenti di quest'ultima: il già citato Neil Buchanan e Tim Edmunds, che si erano incontrati per la prima volta proprio alla TVS nel 1982 e avevano già lavorato insieme per la realizzazione dei programmi No. 73 e Do It!. I primi "Art Attacks" fecero la loro comparsa come rubrica proprio all'interno del programma No. 73 e divennero in breve tempo così popolari che Nigel Pickard, il produttore esecutivo della programmazione per bambini presso la TVS, diede il via libera per la realizzazione di un programma apposito. L'episodio pilota fu girato in una piscina in disuso a Gillingham, nel Kent, nel 1989; Art Attack iniziò ufficialmente l'anno successivo (1990).
Successivamente, quando la TVS perse il franchise, Edmunds e Buchanan ne acquistarono i diritti e lo produssero Art Attack attraverso la loro società The Media Merchants. Quest'ultima utilizzò la STV Studios - successivamente nota come SMG Productions - come società ITV per trasmettere la serie. Nel 1993, un altro ex-dipendente della TVS, Peter Urie, fondò una nuova società, la Television Support Services, che cominciò a gestire tutte le produzioni della The Media Merchants. 
Il programma venne registrato principalmente presso i The Maidstone Studios a Maidstone, in Inghilterra.
Nel 1998, la Disney acquistò i diritti per produrre una versione internazionale del programma, registrata sempre a Maidstone tra il 1998 e il 2005 e distribuita in 32 Paesi (tra cui l'Italia), ciascuno con il proprio conduttore ma con gli stessi contenuti.
L'ITV annunciò la cancellazione del programma nel luglio 2007.
Nel 2011, la stessa Disney annunciò che una nuova versione del programma sarebbe andata in onda su Disney Junior in tutto il mondo. La produzione fu spostata negli studi Disney di Buenos Aires, in Argentina e anche in questo caso furono realizzate delle versioni localizzate in base ai Paesi ai quali erano rivolte.

## Diffusione internazionale
| Paese            | Canale                                                  |
| ---------------- | ------------------------------------------------------- |
| America Latina   | Disney Channel Playhouse Disney                         |
| Sud-est asiatico | Disney Channel                                          |
| Brasile          | TV Cultura SBT                                          |
| Canada           | Family                                                  |
| Croazia          | Disney Channel Playhouse Disney HRT 1 HRT 2             |
| Germania         | Disney Channel Playhouse Disney Super RTL               |
| Grecia           | ET1                                                     |
| Francia          | Canal+ Disney Channel RTL                               |
| India            | Disney Channel Disney XD                                |
| Italia           | Disney Channel Disney Junior Toon Disney Rai 2 Rai Yoyo |
| Portogallo       | Disney Channel                                          |
| Slovenia         | Disney Channel POP TV TV SLO 1                          |
| Spagna           | Disney Channel Antena 3 Playhouse Disney Telecinco      |
| Gran Bretagna    | ITV TCC Disney Channel                                  |
| Vietnam          | VTV1 Disney Channel                                     |
| Svizzera         | TSI Naxoo                                               |
| Scandinavia      | SVT TV 2 TV Finland TV 2                                |
| Russia           | Rossija 1                                               |
| Austria          | ORF eins Super RTL Disney Channel                       |